# Yoshinori Muto
Pour les articles homonymes, voir Muto.
Yoshinori Muto (武藤 嘉紀, Mutō Yoshinori), né le 15 juillet 1992 à Tokyo, est un footballeur international japonais qui évolue au poste d'attaquant au Vissel Kobe.

## Biographie

### FC Tokyo
Muto débute en J.League au FC Tokyo.
En 2015, le club anglais de Chelsea s'intéresse au profil du joueur mais ce dernier ne veut pas se rendre chez les Blues, refusant même une offre.

### Mayence
Le 30 mai 2015, Muto s'engage avec le FSV Mayence, club de Bundesliga pour quatre ans soit jusqu'en 2019.
Le 15 août 2015, Muto fait ses débuts en Bundesliga, remplaçant Jairo Samperio lors d'une défaite 1-0 contre Ingolstadt. Le 29 août, il marque son premier but pour Mayence avant de réaliser un doublé contre Hanovre (3-0). Le 31 octobre, Muto réalise un triplé permettant aux siens d'obtenir un nul 3-3 face au FC Augsbourg. Le Japonais finit sa première saison en Allemagne avec sept buts en 21 apparitions.

### Newcastle United
Le 2 août 2018, Muto signe quatre ans au Newcastle United FC pour la somme de 9,5 millions de livres sterling.

### SD Eibar
Le 16 septembre 2020, Muto est prêté à la SD Eibar pour une saison.
Muto découvre la Liga le 27 septembre en remplaçant Kike lors d'une défaite à domicile 1-2 contre l'Athletic Bilbao. Il est titularisé trois jours plus tard face à Elche (défaite 0-1).

### En équipe nationale
Muto obtient ses deux premières sélections en équipe nationale sous l'ère Aguirre, et marque son premier but après quelques minutes lors de sa deuxième entrée comme remplaçant contre le Venezuela.
Le 19 décembre 2018, le sélectionneur du Japon, Hajime Moriyasu, le convoque pour la Coupe d'Asie 2019 pour pallier la blessure de Takuma Asano. Un remplacement qui s'avère payant puisqu'il marque dès son deuxième match dans la compétition, en inscrivant le but égalisateur (1-1) contre l'Ouzbékistan avant la mi-temps.

## Statistiques
| Saison                | Club                  | Championnat           | Championnat | Championnat | Championnat | Coupe nationale | Coupe nationale | Coupe nationale | Coupe de la Ligue | Coupe de la Ligue | Coupe de la Ligue | Compétition(s) continentale(s) | Compétition(s) continentale(s) | Compétition(s) continentale(s) | Compétition(s) continentale(s) | Japon | Japon | Japon | Total | Total | Total |
| Saison                | Club                  | Division              | M.          | B.          | P.d.        | M.              | B.              | P.d.            | M.                | B.                | P.d.              | Comp.                          | M.                             | B.                             | P.d.                           | M.    | B.    | P.d.  | M.    | B.    | P.d.  |
| 2013                  | FC Tokyo              | J. League 1           | 1           | 0           | 0           | -               | -               | -               | -                 | -                 | -                 | -                              | -                              | -                              | -                              | -     | -     | -     | 1     | 0     | 0     |
| 2014                  | FC Tokyo              | J. League 1           | 33          | 13          | 3           | 1               | 0               | 0               | 5                 | 1                 | 0                 | -                              | -                              | -                              | -                              | 6     | 1     | 0     | 45    | 15    | 3     |
| 2015                  | FC Tokyo              | J. League 1           | 17          | 10          | 2           | -               | -               | -               | 4                 | 2                 | 0                 | -                              | -                              | -                              | -                              | 7     | 0     | 1     | 28    | 12    | 3     |
| Sous-total            | Sous-total            | Sous-total            | 51          | 23          | 5           | 1               | 0               | 0               | 9                 | 3                 | 0                 | -                              | -                              | -                              | -                              | 13    | 1     | 1     | 74    | 27    | 6     |
| 2015-2016             | FSV Mayence           | Bundesliga            | 20          | 7           | 4           | 1               | 0               | 0               | -                 | -                 | -                 | -                              | -                              | -                              | -                              | 5     | 1     | 2     | 26    | 8     | 6     |
| 2016-2017             | FSV Mayence           | Bundesliga            | 19          | 5           | 2           | -               | -               | -               | -                 | -                 | -                 | C3                             | 2                              | 1                              | 0                              | 1     | 0     | 0     | 22    | 6     | 2     |
| 2017-2018             | FSV Mayence           | Bundesliga            | 27          | 8           | 4           | 3               | 2               | 1               | -                 | -                 | -                 | -                              | -                              | -                              | -                              | 6     | 0     | 0     | 36    | 10    | 5     |
| Sous-total            | Sous-total            | Sous-total            | 66          | 20          | 10          | 4               | 2               | 1               | -                 | -                 | -                 | -                              | 2                              | 1                              | 0                              | 12    | 1     | 2     | 84    | 24    | 13    |
| 2018-2019             | Newcastle United FC   | Premier League        | 17          | 1           | 0           | -               | -               | -               | 1                 | 0                 | 0                 | -                              | -                              | -                              | -                              | 4     | 1     | 0     | 22    | 2     | 0     |
| 2019-2020             | Newcastle United FC   | Premier League        | 8           | 0           | 0           | 1               | 0               | 0               | 1                 | 1                 | 0                 | -                              | -                              | -                              | -                              | -     | -     | -     | 10    | 1     | 0     |
| Sous-total            | Sous-total            | Sous-total            | 25          | 1           | 0           | 1               | 0               | 0               | 2                 | 1                 | 0                 | -                              | -                              | -                              | -                              | 4     | 1     | 0     | 32    | 3     | 0     |
| 2020-2021             | SD Eibar (prêt)       | Liga                  | 26          | 1           | 1           | 2               | 2               | 0               | -                 | -                 | -                 | -                              | -                              | -                              | -                              | -     | -     | -     | 28    | 3     | 1     |
| Sous-total            | Sous-total            | Sous-total            | 26          | 1           | 1           | 2               | 2               | 0               | -                 | -                 | -                 | -                              | -                              | -                              | -                              | -     | -     | -     | 28    | 3     | 1     |
| 2021                  | Vissel Kobe           | J. League 1           | 14          | 5           | 7           | -               | -               | -               | -                 | -                 | -                 | -                              | -                              | -                              | -                              | -     | -     | -     | 14    | 5     | 7     |
| 2022                  | Vissel Kobe           | J. League 1           | 26          | 6           | 1           | -               | -               | -               | 2                 | -                 | -                 | AFC                            | 3                              | 1                              | -                              | -     | -     | -     | 31    | 7     | 1     |
| 2023                  | Vissel Kobe           | J. League 1           | 34          | 10          | 10          | 1               | -               | -               | 4                 | 1                 | 2                 | -                              | -                              | -                              | -                              | -     | -     | -     | 39    | 11    | 12    |
| 2024                  | Vissel Kobe           | J. League 1           | 2           | -           | -           | -               | -               | -               | -                 | -                 | -                 | -                              | -                              | -                              | -                              | -     | -     | -     | 2     | 0     | 0     |
| Sous-total            | Sous-total            | Sous-total            | 76          | 21          | 19          | 1               | -               | -               | 6                 | 1                 | 2                 | -                              | 3                              | 1                              | -                              | -     | -     | -     | 86    | 23    | 21    |
| Total sur la carrière | Total sur la carrière | Total sur la carrière | 244         | 66          | 35          | 9               | 4               | 1               | 17                | 5                 | 2                 | -                              | 5                              | 2                              | 0                              | 29    | 3     | 3     | 304   | 80    | 41    |